# 米利奇

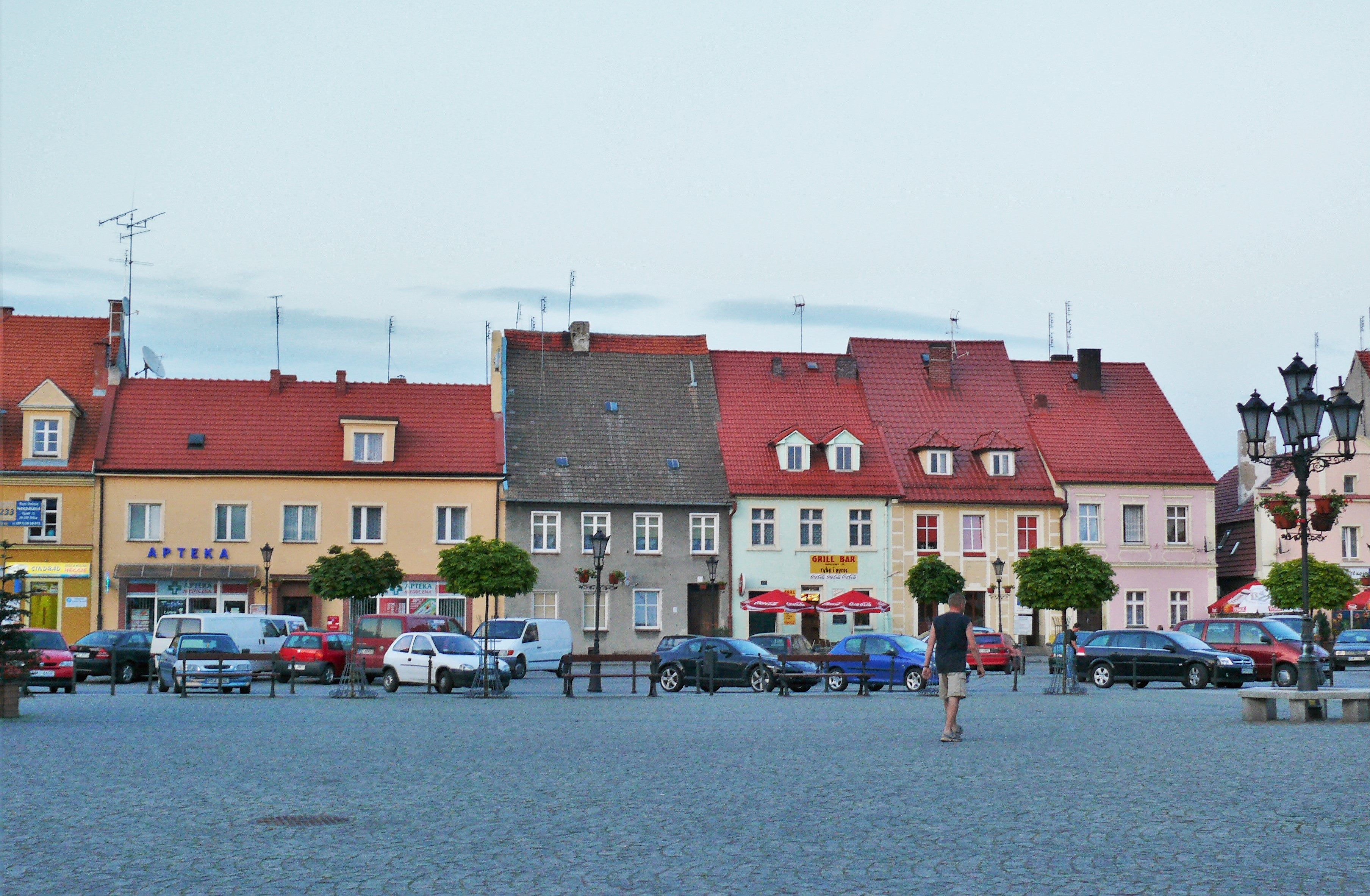

米利奇（波蘭語：Milicz）是波蘭的城鎮，位於該國西南部巴雷奇河畔，距離首府弗罗茨瓦夫49公里，由下西里西亞省負責管轄，面積13.50平方公里，2006年人口12,004。
51°32′N 17°17′E / 51.533°N 17.283°E